# Alfred Brendel
Alfred Brendel KBE (5. ledna 1931 Loučná nad Desnou – 17. června 2025 Londýn) byl rakousko-britský klavírista, básník a autor. Bývá považován za jednoho z největších pianistů všech dob.

## Životopis
Narodil se v Loučné nad Desnou v okrese Šumperk v rodině nehudebníků. Do svých šesti let žil v Československu, poté se rodina odstěhovala do Záhřebu v Jugoslávii (dnes Chorvatsko) a pak do rakouského Štýrského Hradce. Koncem 2. světové války byl 14letý Alfred poslán zpět do Jugoslávie kopat zákopy. Na hodiny klavíru začal docházet v šesti letech k pozdější profesorce Sofii Deželićové. Poté studoval na konzervatoři ve Štýrském Hradci u profesorky Ludoviky von Kaanové a kompozici u Artura Michela.
Po válce komponoval hudbu a současně dál hrál na klavír, psal a maloval. Svá studia dokončil u rakouského klavíristy a skladatele Eduarda Steuermanna, a zejména absolvováním mistrovských kurzů švýcarského pianisty a dirigenta Edwina Fischera.
Brendel poprvé veřejně koncertoval ve Štýrském Hradci, když mu bylo 17. Předvedl nejen fugy Johanna Sebastiana Bacha, ale i díla Johannese Brahmse a Ferenze Liszta včetně své vlastní sonáty. Nedlouho poté však s komponováním skončil, aby se mohl soustředit na klavír. V roce 1949 se umístil jako 4. v mezinárodní soutěži pro mladé klavíristy Ferruccia Busoniho v italském Bolzanu a následujícího roku se přestěhoval do Vídně.
V roce 1952, v 21 letech, nahrál svoji první desku, Lisztovu suitu Vánoční strom, což byla současně i první nahrávka této skladby na desku. Jeho prvním koncertem zaznamenaným na dlouhohrající desku byl Prokofjevův Klavírní koncert č. 5. Následovala řada dalších desek včetně tří kompletních nahrávek klavírních sonát Ludwiga van Beethovena, jedné u společnosti Vox Records a dvou u značky Philips Records. Stal se tak prvním umělcem, který nahrál kompletní Beethovenovo dílo pro sólový klavír. Nahrál také díla Lisztova, Brahmsova (včetně jeho koncertů), Schumannova, a zejména Schubertova. Významnou součástí Brendelovy sbírky je také kompletní nahrávka Mozartových klavírních koncertů s londýnským orchestrem Akademie sv. Martina v polích řízeným Nevillem Marrinerem.
Brendel hodně nahrával pro společnost Vox. Jak již bylo řečeno, vytvořil pro ni první ze tří kompletních nahrávek klavírních sonát Ludwiga van Beethovena. Opravdový průlom však nastal v 70. letech po jeho beethovenovském recitálu v londýnské Queen Elizabeth Hall. Hned příštího dne se jeho agentovi ozvaly tři velké nahrávací společnosti. Někdy v té době se přestěhoval do londýnské čtvrti Hampstead, kde dosud žije. Od 70. let tak začal nahrávat pro značku Philips Classics Records. Jako jeden z mezinárodně nejúspěšnějších klavíristů uskutečnil řadu koncertních turné po Evropě, Spojených státech, Jižní Americe, Japonsku a Austrálii. Měl velmi blízký vztah s Vídeňskou a Berlínskou filharmonií, koncertoval však se všemi významnými orchestry ve Spojených státech i jinde. Je znám především jako interpret hudby německých a rakouských klasiků od Bacha po Schönberga. Dokázal i v pozdním věku pravidelně zaplňovat velké koncertní síně.
Alfred Brendel byl dvakrát ženat. Jeho první ženou byla v letech 1960–1972 Iris Heymann-Gonzalová, s níž má dceru Doris. V roce 1975 se oženil s Irene Semlerovou, s níž má tři děti: syna Adriana, který je cellista, a dvě dcery, Katharinu a Sophii.

## Dílo
Brendel je považován za jednoho z hlavních interpretů Ludwiga van Beethovena, Franze Schuberta a Wolfganga Amadea Mozarta. Poměrně málo hrál autory 20. století, ale je úzce spjat s Schoenbergovým Klavírním koncertem. Ke konci své koncertní kariéry přestal kvůli problémům s artritidou hrát některá z fyzicky nejnáročnějších děl ze svého repertoáru, jako je například Beethovenova Klavírní sonáta č. 29.
Vedle hudby bylo jeho druhou profesí psaní. Jeho práce byly přeloženy do mnoha jazyků. Po několik let byl též stálým přispěvatelem čtrnáctideníku The New York Review of Books.

### Knihy
- Musical Thoughts and Afterthoughts (eseje, 1976)
- Music Sounded Out (1990) – eseje včetně "Must Classical Music be Entirely Serious?" (Musí být klasická hudba zcela vážná?)
- One Finger Too Many (poezie, 1998)
- Alfred Brendel on Music (sbírka esejí, 2001)
- Me, of All People: Alfred Brendel in Conversation with Martin Meyer (2002) (Britské vydání: The Veil of Order)
- Cursing Bagels (poezie, 2004)
- Playing the Human Game (básnická sbírka, Phaidon Press 2010)
- A Pianist's A–Z: A Piano Lover's Reader. [s.l.]: Faber & Faber, 2013. ISBN 978-0571301843.